# Saravale
Saravale (en hongrois : Sárafalva, en allemand : Sarafol) est une commune du județ de Timiș en Roumanie.